# Première législature de la province du Canada
Première législature 
 (14 juin 1841 au 23 sept. 1844)
2e législature de la province du Canada
Kingston (1841-1843), 
 Montréal (1844-1849)
La première législature de la province du Canada siégea du 14 juin 1841 jusqu'en 1843.  Toutes les séances eurent lieu à Kingston au Canada-Ouest. La dissolution fut annoncée le 23 septembre 1844.

## Élections
Les élections ont lieu du 19 février 1841 au 8 avril 1841.

## Sessions[2]
- Première : du 14 juin au 18 septembre 1841.
- Deuxième : du 8 septembre au 12 octobre 1842.
- Troisième : du 28 septembre au 9 décembre 1843.

## Représentants de la couronne[3]
- Charles Edward Poulett Thomson, 1er baron Sydenham, gouv. (10 février 1841 — 19 septembre 1841)
- Richard Downes Jackson, gouv. (24 septembre 1841 — 12 janvier 1842)
- Charles Bagot, gouv. (12 janvier 1842 — 30 mars 1843)
- Charles Theophilus Metcalfe, 1er baron Metcalfe, gouv. (30 mars 1843 — 26 novembre 1845)

## Président de l'Assemblée[3]
- Austin Cuvillier (14 juin 1841 — 23 septembre 1844)

## Présidents du Conseil[3]
- Robert Sympson Jameson (10 juin 1841 — 6 novembre 1843)
- René-Édouard Caron (8 novembre 1843 — 23 septembre 1844)

## Premiers ministres[2]
- William Henry Draper et Charles Richard Ogden du 13 février 1841 au 15 septembre 1842.
- Robert Baldwin et Louis-Hippolyte La Fontaine du 16 septembre 1842 au 11 décembre 1843.
- William Henry Draper et Denis-Benjamin Viger du 12 décembre 1843 au 17 juin 1846.

## Députés

### Canada-Est
| Comté               | Député                                     | Parti        |
| ------------------- | ------------------------------------------ | ------------ |
| Beauharnois         | John William Dunscomb                      | Conservateur |
| Beauharnois         | Edward Gibbon Wakefield (1842)             | Indépendant  |
| Bellechasse         | Augustin-Guillaume Ruel                    | Patriote     |
| Bellechasse         | Abraham Turgeon (1842)                     | Patriote     |
| Berthier            | David Morrison Armstrong                   | Patriote     |
| Bonaventure         | John Robinson Hamilton                     | Indépendant  |
| Chambly             | John Yule                                  | Conservateur |
| Chambly             | Louis Lacoste (1843)                       | Patriote     |
| Champlain           | René-Joseph Kimber                         | Patriote     |
| Champlain           | Henry Judah (1843)                         | Liberal      |
| Deux-Montagnes      | Colin Robertson (mort en 1842)             | Conservateur |
| Deux-Montagnes      | Charles John Forbes (1842)                 | Conservateur |
| Dorchester          | Antoine-Charles Taschereau                 | Patriote     |
| Drummond            | Robert Nugent Watts                        | Conservateur |
| Gaspé               | Robert Christie                            | Indépendant  |
| Huntingdon          | Austin Cuvillier                           | Patriote     |
| Kamouraska          | Amable Berthelot                           | Patriote     |
| Leinster            | Jean-Moïse Raymond                         | Patriote     |
| Leinster            | Jacob De Witt (1842)                       | Patriote     |
| L'Islet             | Étienne-Paschal Taché                      | Patriote     |
| Lotbinière          | Jean-Baptiste-Isaïe Noël                   | Patriote     |
| Mégantic            | Dominick Daly                              | Conservateur |
| Missisquoi          | Robert Jones                               | Conservateur |
| Montmorency         | Frédéric-Auguste Quesnel                   | Patriote     |
| Montréal            | Benjamin Holmes                            | Conservateur |
| Montréal            | George Moffatt                             | Conservateur |
|                     | Pierre Beaubien (1843)                     | Patriote     |
| Comté de Montréal   | Alexandre-Maurice Delisle                  | Conservateur |
| Comté de Montréal   | André Jobin (1843)                         | Reform       |
| Nicolet             | Augustin-Norbert Morin                     | Patriote     |
| Nicolet             | Louis-Michel Viger (1842)                  | Patriote     |
| Ottawa              | Charles Dewey Day                          | Conservateur |
| Ottawa              | Denis-Benjamin Papineau (1842)             | Réformiste   |
| Portneuf            | Thomas Cushing Aylwin                      | Patriote     |
| Comté de Québec     | John Neilson                               | Réformiste   |
| Cité de Québec no 1 | David Burnet                               | Indépendant  |
| Cité de Québec no 1 | Jean Chabot (1843)                         | Patriote     |
| Cité de Québec no 2 | Henry Black                                | Conservateur |
| Richelieu           | Denis-Benjamin Viger                       | Patriote     |
| Rimouski            | Michel Borne                               | Patriote     |
| Rimouski            | Robert Baldwin (1843)                      | Réformiste   |
| Rouville            | Melchior-Alphonse d'Irumberry de Salaberry | Conservateur |
| Rouville            | William Walker (1842)                      | Conservateur |
| Rouville            | Timothée Franchère (1843)                  | Patriote     |
| Saguenay            | Étienne Parent                             | Patriote     |
| Saguenay            | Augustin-Norbert Morin                     | Patriote     |
| Saint-Hyacinthe     | Thomas Boutillier                          | Patriote     |
| Saint-Maurice       | Joseph-Édouard Turcotte                    | Patriote     |
| Shefford            | Sewell Foster                              | Conservateur |
| Sherbrooke          | Edward Hale                                | Conservateur |
| Comté de Sherbrooke | John Moore                                 | Conservateur |
| Stanstead           | Marcus Child                               | Conservateur |
| Terrebonne          | Michael McCulloch                          | Conservateur |
| Trois-Rivières      | Charles Richard Ogden                      | Conservateur |
| Vaudreuil           | John Simpson                               | Conservateur |
| Verchères           | Henri Desrivières                          | Patriote     |
| Verchères           | James Leslie (1841)                        | Patriote     |
| Yamaska             | Joseph-Guillaume Barthe                    | Patriote     |

### Canada-Ouest
| Comté                | Député                        | Parti        |
| -------------------- | ----------------------------- | ------------ |
| Brockville           | George Sherwood               | Tory         |
| Bytown               | Stewart Derbishire            | Conservateur |
| Carleton             | James Johnston                | Réformiste   |
| Cornwall             | Solomon Yeomans Chesley       | Conservateur |
| Dundas               | John Cook                     |              |
| Durham               | John Tucker Williams          | Tory         |
| Essex                | John Prince                   |              |
| Frontenac            | Henry Smith (fils)            | Conservateur |
| Glengarry            | John Sandfield Macdonald      | Réformiste   |
| Grenville            | Samuel Crane                  | Réformiste   |
| Haldimand            | David Thompson                |              |
| East Halton          | Caleb Hopkins                 | Réformiste   |
| West Halton          | James Durand, Jr.             | Réformiste   |
| Hamilton             | Allan MacNab                  | Conservateur |
| Hastings             | Robert Baldwin                | Réformiste   |
| Hastings             | Edmund Murney (1842)          | Conservateur |
| Huron                | James McGill Strachan         | Conservateur |
| Huron                | William Dunlop (1841)         | Conservateur |
| Kent                 | Joseph Woods                  | Conservateur |
| Kingston             | Anthony Manahan               | Conservateur |
| Kingston             | Samuel Bealey Harrison (1841) | Réformiste   |
| Lanark               | Malcolm Cameron               | Réformiste   |
| Leeds                | James Morris                  | Réformiste   |
| Lennox et Addington  | John Solomon Cartwright       | Conservateur |
| North Lincoln County | William Hamilton Merritt      | Réformiste   |
| South Lincoln        | David Thorburn                |              |
| London               | Hamilton Hartley Killaly      |              |
| London               | Lawrence Lawrason (1844)      |              |
| Middlesex            | Thomas Parke                  | Réformiste   |
| Niagara-on-the-Lake  | Henry John Boulton            | Indépendant  |
| Norfolk              | Israël Wood Powell            |              |
| North Northumberland | John Gilchrist                | Réformiste   |
| South Northumberland | George Boswell                |              |
| Oxford               | Francis Hincks                | Réformiste   |
| Prescott             | Donald Macdonald              |              |
| Prince Edward        | John Philip Roblin            | Réformiste   |
| Russell              | William Henry Draper          | Conservateur |
| Russell              | William Stewart (1843)        | Conservateur |
| Simcoe               | Elmes Yelverton Steele        | Réformiste   |
| Stormont             | Alexander McLean              | Conservateur |
| Toronto              | Isaac Buchanan                | Réformiste   |
| Toronto              | Henry Sherwood (1843)         | Conservateur |
| Toronto              | John Henry Dunn               | Réformiste   |
| Wentworth            | Harmannus Smith               |              |
| York no. 1           | James Hervey Price            |              |
| York no. 2           | George Duggan                 | Conservateur |
| York no. 3           | James Edward Small            | Réformiste   |
| York no. 4           | Louis-Hippolyte La Fontaine   | Réformiste   |